# Tórtora terrestre aimara
La tórtora terrestre aimara  (Metriopelia aymara) és un colom sud-americà, per tant un ocell de la família dels colúmbids (Columbidae) que habita pastures i ciutats dels Andes, des del sud del Perú i Bolívia cap al sud fins al centre de Xile i zona limítrofa de l'Argentina.